# Hans Goedicke
Hans G. Goedicke (né le 7 août 1926 à Vienne ; mort le 24 février 2015 à Towson, Maryland) est un égyptologue autrichien.

## Biographie
Après son service militaire, Hans Goedicke étudie à partir de 1945 à l'université de Vienne, où il obtient son doctorat en 1949. De 1949 à 1951, il travaille comme assistant au Kunsthistorisches Museum de Vienne, avant de partir pour les États-Unis. Il y a d'abord été assistant à l'université de Brown de 1952 à 1957, puis a travaillé un an pour l'UNESCO sur les temples d'Abou Simbel. En 1958/59, il est assistant à l'université de Göttingen et enseigne l'égyptologie à l'université Johns-Hopkins de Baltimore à partir de 1960, d'abord en tant que maître de conférences, puis en tant que professeur assistant à partir de 1962, professeur associé à partir de 1966 et professeur à temps plein à partir de 1968. De 1968 à 1973 et de 1979 à 1984, il y dirige le « Department of Near Eastern Studies ».
Hans Goedicke a principalement travaillé dans les domaines de la langue et de l'épigraphie égyptiennes, en particulier pour la période de l'Ancien Empire, mais il a également mené des entreprises archéologiques en Égypte, notamment un relevé épigraphique à Assouan, Gharb Assouan et Gebel Tingar (1964, 1967), des fouilles dans la nécropole de Gizeh (1972, 1974) et un relevé dans le Ouadi Toumilat (1977, 1978, 1981).

## Publications
- Die Stellung des Königs im Alten Reich (La position du roi dans l'Ancien Empire), Harrassowitz, Wiesbaden, 1960.
- Ostraka Michaelides, Harrassowitz, Wiesbaden, 1962.
- Königliche Dokumente aus dem Alten Reich (Documents royaux de l'Ancien Empire), Ägyptologische Abhandlungen, volume 14, Harrassowitz, Wiesbaden, 1967.
- Die privaten Rechtsinschriften aus dem Alten Reich (Les inscriptions juridiques privées de l'Ancien Empire), Verlag Notring der wissenschaftlichen Verbände Österreichs, Wien, 1970.
- Re-Used Blocks from the Pyramid of Amenemhet I at Lisht, The Metropolitan Museum of Art Egyptian Expedition, volume 20, The Metropolitan Museum of Art, New York, 1971.
- Die Geschichte des Schiffbrüchigen (L'histoire du naufragé), Harrassowitz, Wiesbaden, 1974.
- Die Darstellung des Horus (La représentation d'Horus), Verlag des Verbandes der wissenschaftlichen Gesellschaften Österreichs, Wien, 1982.
- The Quarrel of Apophis and Seqenenre (Le carré d'Apophis et Seqenenre), Van Siclen Books, San Antonio, 1986,  (ISBN 978-0-933175-06-8).
- The Battle of Megiddo (La bataille de Megiddo), Halgo, Baltimore, 2000,  (ISBN 1-89284-001-4).